# Epiphragma

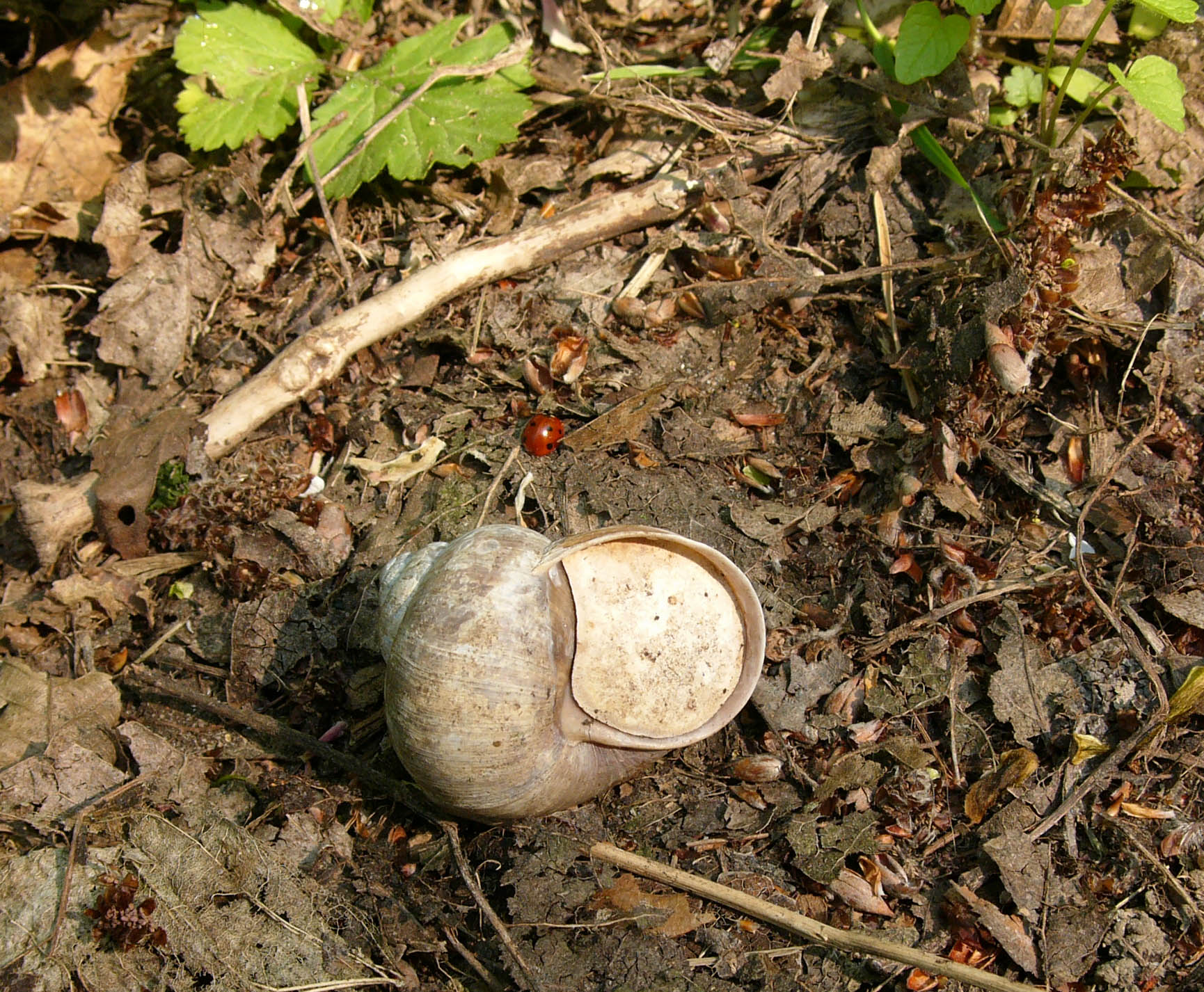
Weinbergschnecke mit Epiphragma

Ein Epiphragma (von altgriechisch ἐπί epi, deutsch ‚auf, darauf‘ und altgriechisch φράγμα phrágma, deutsch ‚Trennwand‘, also etwa „aufgesetzte Wand“, „Deckel“) ist ein Kalkverschluss von Schneckengehäusen, der den Weichkörper der Schnecke vor Austrocknung und Frost schützt. Es wird zuerst ein Schleimhäutchen gebildet, das später durch Kalkeinlagerung verstärkt wird. Das Epiphragma ist luftdurchlässig, so dass die Schnecke weiterhin atmen kann. Weinbergschnecken bilden ein Epiphragma, wenn sie sich in ihr Winterversteck begeben.
Ein Epiphragma wird im Gegensatz zu einem Operculum oder einem Clausilium mit Hilfe eines körpereigenen Sekrets gebildet. Die Schnecke wirft den Verschluss ab, sobald er nicht mehr benötigt wird.

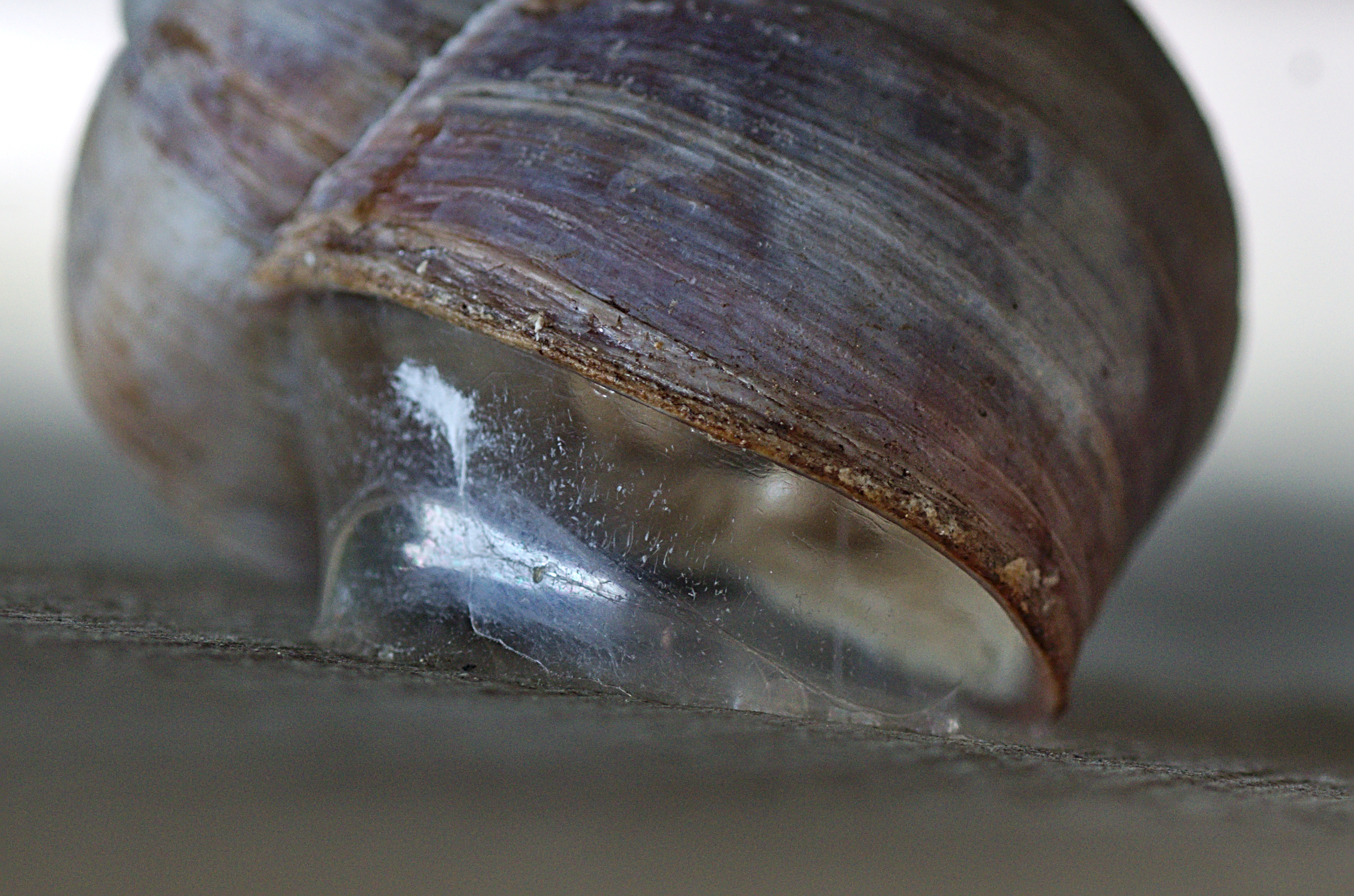
Epiphragma in der Sommerzeit zum Schutz vor Austrocknung

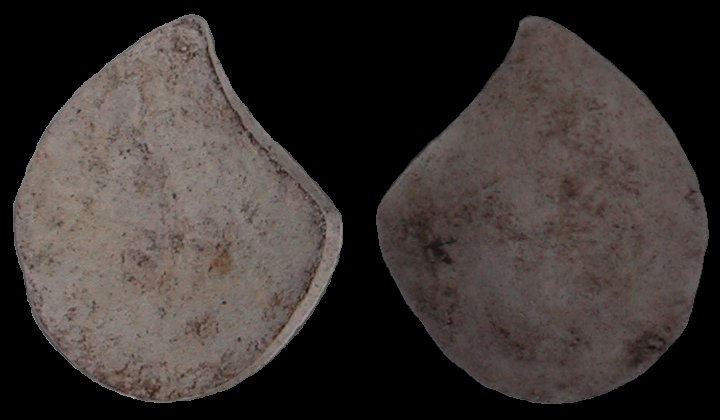
Zwei Epiphragmen der Weinbergschnecke. Der größte Durchmesser beträgt 27,6 mm